# انبعاثات أذنية سمعية
الانبعاثات الأذنية السمعية (بالإنجليزية: Otoacoustic emission)‏ هي أصوات تتكون داخل الأذن الداخلية كان توماس جولد أول من تنبأ بهذه الحالة عام 1948، وكان ديفيد كيمب أول من أجرى عليها تجارب عام 1978 حيث ظهر أن الانبعاثات الأذنية السمعية سببها عدد متنوع من الأسباب الخلوية أو الميكانيكية داخل الأذن الداخلية. كما وجدت الدراسات أن الانبعاثات الأذنية السمعية تختفي بعد تضرر الأذن الداخلية، لذا فإن هذا الانبعاثات تستخدم في المختبرات والعيادات لتقييم الحالة الصحية للأذن.